# Мацейовиці (Малопольське воєводство)
Мацейо́виці (пол. Maciejowice) — село в Польщі, у гміні Коцмижув-Любожиця Краківського повіту Малопольського воєводства.
Населення — 496 осіб (2011).
У 1975-1998 роках село належало до Краківського воєводства.

## Демографія
Демографічна структура станом на 31 березня 2011 року:
|          | Загалом | Допрацездатний вік | Працездатний вік | Постпрацездатний вік |
| -------- | ------- | ------------------ | ---------------- | -------------------- |
| Чоловіки | 249     | 46                 | 178              | 25                   |
| Жінки    | 247     | 38                 | 158              | 51                   |
| Разом    | 496     | 84                 | 336              | 76                   |